# Microtegeus hauseri
Microtegeus hauseri är en kvalsterart som beskrevs av Sandór Mahunka 1988. Microtegeus hauseri ingår i släktet Microtegeus och familjen Microtegeidae. Inga underarter finns listade i Catalogue of Life.